# Heinrich Hassfurter
 (juillet 2009).
Si vous disposez d'ouvrages ou d'articles de référence ou si vous connaissez des sites web de qualité traitant du thème abordé ici, merci de compléter l'article en donnant les références utiles à sa vérifiabilité et en les liant à la section « Notes et références ».
Heinrich Hassfurter est un fonctionnaire et militaire suisse. Avoyer de la ville de Lucerne, il mène les troupes de la ville lors de la bataille de Grandson en 1476 et de celle de Nancy en 1477.